# Протоний

Схематическое изображение протония

Прото́ний — связанная квантовомеханическая система (экзотический атом), состоящая из протона и антипротона.

## Свойства
Протоний нестабилен, протон и антипротон быстро аннигилируют. Время жизни протония составляет от 10−11 с в нижних состояниях с главным квантовым числом {\displaystyle n=1} до 10−6 с в возбуждённых состояниях с {\displaystyle n=30}. Процесс аннигиляции протония начинается с превращения протон-антипротонной пары в пи-мезоны и завершается распадом пи-мезонов на фотоны, электроны, позитроны, антинейтрино и нейтрино. Наибольшую часть энергии аннигиляции, примерно 50 %, уносят нейтрино и антинейтрино, 16 % приходится на электроны и позитроны. Боровский радиус орбиты протония в 918 раз меньше чем у атома водорода. Основная особенность структуры энергетических уровней протония состоит в расщеплении термов в парасостояния (спин равен нулю при антипараллельной ориентации спинов протона и антипротона) и ортосостояния (спин равен единице при параллельной ориентации спинов протона и антипротона). Также на структуру термов оказывает влияние ядерное взаимодействие.

## Наблюдения
Впервые протоний по его спектру наблюдался в ЦЕРН в эксперименте PS171 (ASTERIX) на накопителе антипротонов LEAR, в 1980-х. В спектре излучения возбуждённого протония наблюдались спектральные  линии, соответствующие переходам между его возбуждёнными состояниями.
Также протоний наблюдается в экспериментах с ловушками холодных частиц, например в эксперименте ATHENA на современном накопителе AD.